# 예산 예당호 휴게소
예산예당호휴게소(Yesan Yedangho ,禮山 禮唐湖休憩所)는 충청남도 예산군 응봉면 평촌리 예당로 1187 에 위치한 익산평택고속도로의 평택방향 첫 고속도로 휴게소이자 부여방향 마지막 고속도로 휴게소이다. 양방향 모두 휴게소가 통합형으로 존재한다. 이 휴게소 내에 하이패스 전용 예산예당호 나들목이 착공되어 휴게소 부지에 설치되어 2024년 12월 10일 개통되었다.

## 나들목 구조물 정보
- 위치: 충청남도 예산군 응봉면 건지화리

## 연혁
- 2024년 12월 10일 : 휴게소 신설 개장과 함께 평택호휴게소로 영업 개시[1]

## 시설
- 주차장
- 현금 자동 입출금기
- 전기차 충전소
- 화장실
- 수유실
- 식당 : 서울댁, 일월 분식, 생활 덮밥, 호현 돈까스
- 전문식당 : 노브랜드 버거, 153포인츠 부대찌개, 수누리 감자탕
- 브랜드매장 : CU, 엔제리너스
- 간식류 : 호두과자, 오징어 구이, 핫도그, BHC 치킨, 어묵, 떡볶이, 김밥, 스낵엔조잇, 그릴가이즈, 델리만쥬, 맥시카나 닭강정, 예산 꽈배기
- 예산농무마켓
- 정유소,LPG충전소 : SK에너지

## 전후
부여 방향
- 청양 나들목 ← 예산예당호 나들목·예산예당호휴게소 ← 예산 분기점
- 청양 나들목 ← 예산예당호 나들목·예산예당호휴게소 ← 평택호휴게소

평택 방향
- 청양 나들목 → 예산예당호 나들목·예산예당호휴게소 → 예산 분기점
- 청양 나들목 → 예산예당호 나들목·예산예당호휴게소 → 평택호휴게소

## 다음 휴게소
- 익산평택고속도로 평택호휴게소 38km

## 같이 보기
- 예산예당호 나들목